# Pejtajho

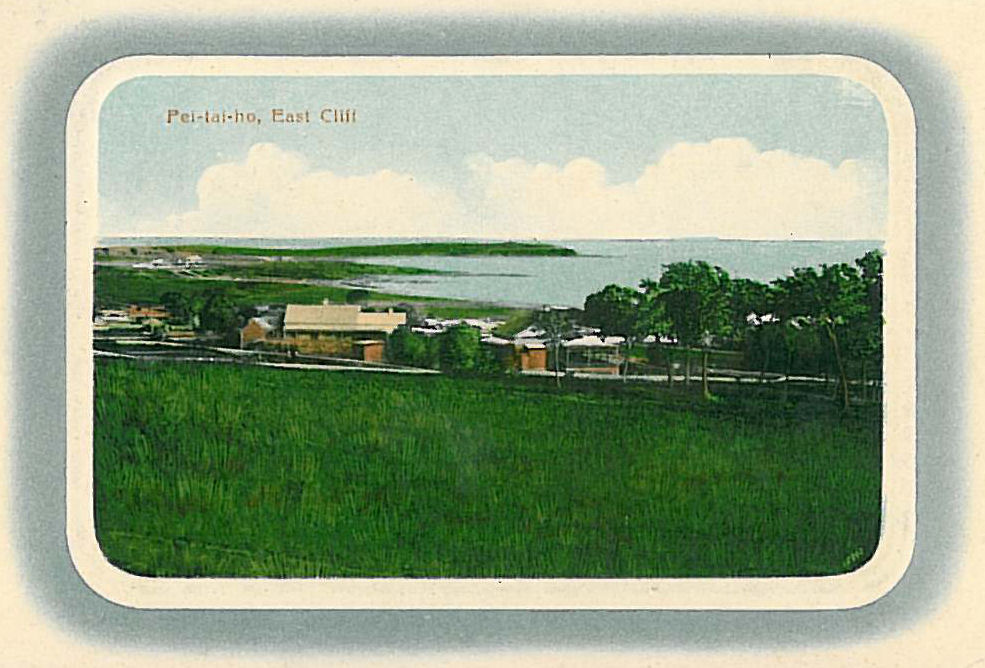
Pejtajhoi üdülőhelyi képeslap 1903-ból

Pejtajho () kínai tengerparti település, fürdőváros a Pohaj-tenger partján Peking közelében. Közigazgatásilag Csinhuangtao (Qinhuangdao) szubtartományi szintű város egyik kerülete Hopej (Hebei) tartományban. Területe 70,14 km², lakossága 2000-ben 74 282 fő volt. A város környéke számos vonuló madárfaj pihenőhelye.

## Fekvése
Pejtajho (Beidaihe) közvetlen nagysebességű vonattal 2 óra alatt, repülővel 30 perc alatt érhető el Pekingből. A finom homokkal borított, tíz kilométeres tengerpart kiválóan alkalmas fürdőzésre, a víz lassan mélyül.

## Története
Az 1890-es években a közelben dolgozó angol vasútépítő mérnökök fedezték fel a korabeli halászfalut mint pihenőhelyet, és az hamarosan divatossá vált a Pekingben élő és dolgozó külföldiek, diplomaták, kereskedők, majd a kínai elit körében is. A bokszerlázadás idején már sok külföldiek által birtokolt villát romboltak le itt, de azokat hamarosan újjáépítették.
A kínai kommunisták polgárháborús győzelme, a Kínai Népköztársaság megalakulása után a nyaralóhely a kínai párt- és állami vezetés nyári pihenőhelye is lett. Részükre, valamint a külföldi diplomaták számára a strand egy részét lezárták. Számos szanatóriumot, vállalati üdülőt is építettek a part mentén.
Az üdülőhelyen tartotta több történelmileg is fontos tanácskozását a Kínai Kommunista Párt felső vezetése, így 1958 augusztusában a KKP PB kibővített ülését, amelyen a nagy ugrás folytatásáról döntöttek.

## A lakosság etnikai összetétele (2000)
A 2000. évi népszámlálás során a város lakossága 74.282 főnek bizonyult.
| Népcsoport  | Lakosok száma | aránya |
| ----------- | ------------- | ------ |
| Han kínaiak | 71 685        | 96,5%  |
| Mandzsuk    | 2 131         | 2,87%  |
| Mongolok    | 139           | 0,19%  |
| Koreaiak    | 137           | 0,18%  |
| Hui kínaiak | 120           | 0,16%  |
| Egyéb       | 70            | 0,09%  |

## Fordítás
- Ez a szócikk részben vagy egészben a Beidaihe című német Wikipédia-szócikk ezen változatának fordításán alapul.  Az eredeti cikk szerkesztőit annak laptörténete sorolja fel. Ez a jelzés csupán a megfogalmazás eredetét és a szerzői jogokat jelzi, nem szolgál a cikkben szereplő információk forrásmegjelöléseként.